# Grzybówka wczesna

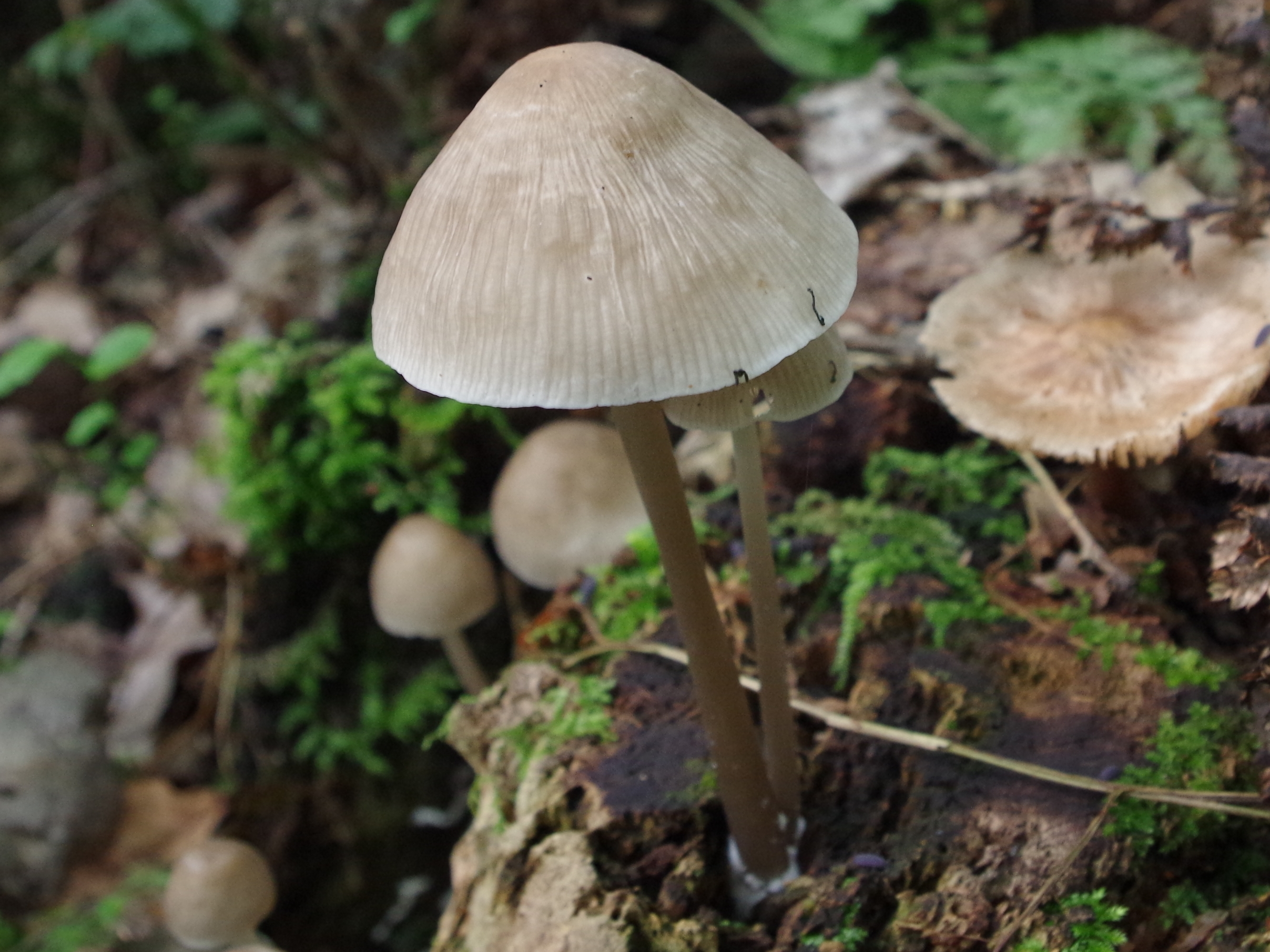

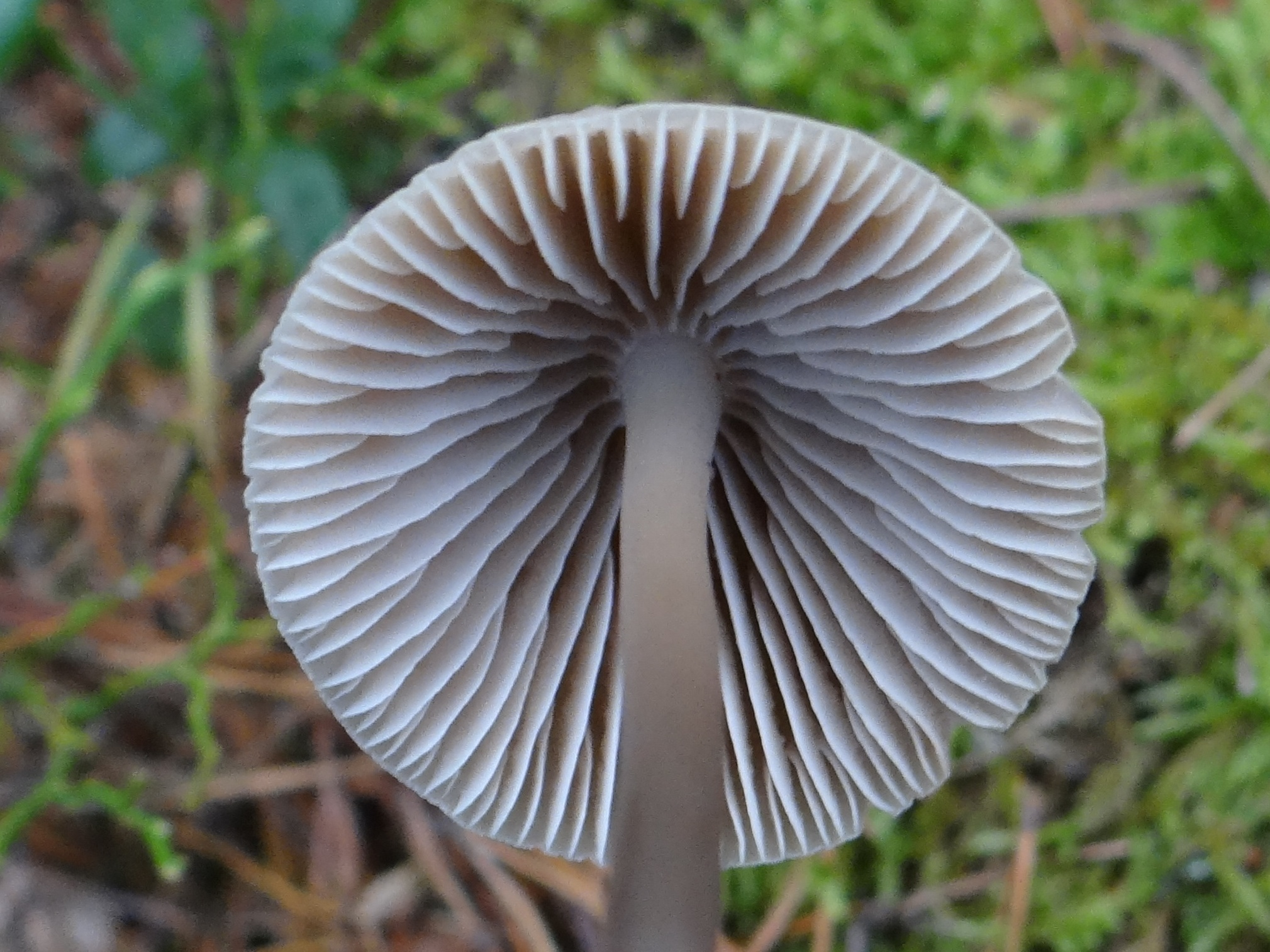
Blaszki i trzon

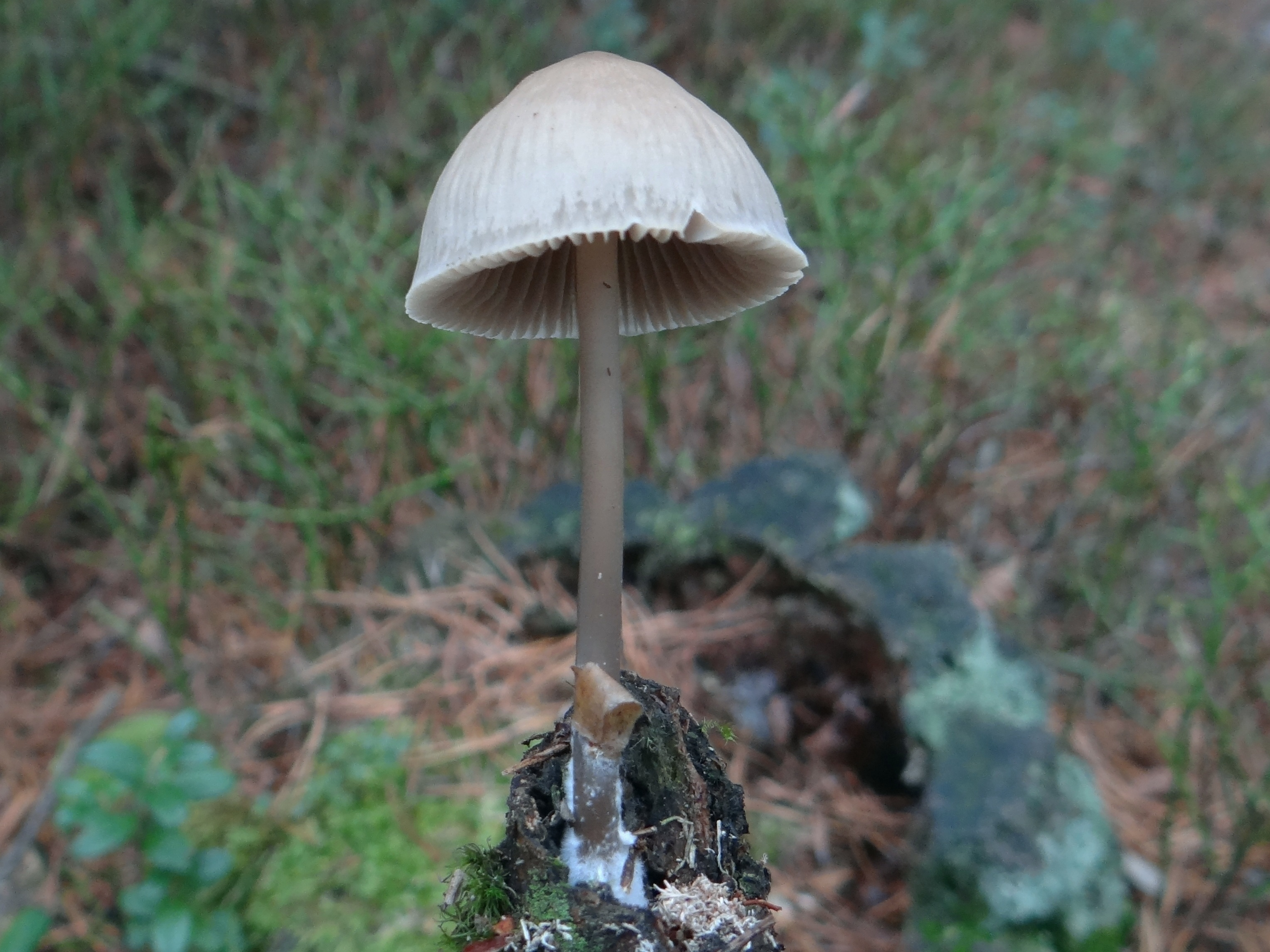
Nasada trzonu jest pleśniowata

Grzybówka wczesna (Mycena abramsii (Murrill) Murrill) – gatunek grzybów z rodziny grzybówkowatych (Mycenaceae).

## Systematyka i nazewnictwo
Pozycja w klasyfikacji według Index Fungorum: Mycena, Mycenaceae, Agaricales, Agaricomycetidae, Agaricomycetes, Agaricomycotina, Basidiomycota, Fungi.
Po raz pierwszy takson ten opisał w 1916 r. William Alphonso Murrill, nadając mu nazwę Prunulus abramsii, w tym samym roku ten sam autor nadał mu inną, do dzisiaj obowiązującą nazwę. Synonimy łacińskie:
- Mycena praecox Velen. 1920
- Prunulus abramsii Murrill 1916

Polską nazwę podała Maria Lisiewska w 1987 r.

## Morfologia
Kapelusz
O średnicy 1–4 cm, kształt początkowo paraboliczny lub stożkowy, z garbkiem lub bez, potem stopniowo rozpłaszcza się. Powierzchnia nieco przeźroczysta z prześwitującymi blaszkami, gładka, nieco oprószona, barwy szarobrązowej lub brązowej.
Blaszki
Wąsko przyrośnięte, gładkie lub nieco poszarpane, o barwie od białej do szarawej, o jaśniejszych ostrzach.
Trzon
Wysokość 3–9 cm, grubość 1–2(–4) mm, kruchy. Jest walcowaty i pusty w środku, czasami w dolnej części rozszerzony. Powierzchnia naga, po wysuszeniu błyszcząca. W górnej części jest jaśniejszy (bladoszary), w dolnej ciemniejszy – ma barwę od ciemnoszarej do ciemnosepiowej. W dolnej części jest gęsto pokryty białymi strzępkami grzybni wyglądającej jak pleśń. U młodych owocników z naciętego trzonu wypływa wodniste mleczko.
Miąższ
Bardzo cienki o niewyraźnym zapachu.
Cechy mikroskopowe
Podstawki zgrubiałe, o rozmiarach 25–36 × 8–9 μm. Bazydiospory wydłużone do cylindrycznych, gładkie, o rozmiarach 7,5–13 × 4–6,5 μm, amyloidalne. Cheilocystydy mają rozmiar 25–55 × 10–14 μm, są wrzecionowate, zgrubiałe, w przybliżeniu cylindryczne, zazwyczaj o wierzchołkach wyciągniętych w smukłą szyję (czasami posiadają dwie lub więcej szyi). Pleurocystydy podobne. Strzępki o grubości 2–4 μm, proste lub rozgałęzione.
Gatunki podobne
Jest kilka podobnych gatunków grzybówek, ich odróżnienie jest trudne. Najbardziej charakterystyczna dla grzybówki wczesnej jest wodnista ciecz wydobywająca się z naciętego trzonu, ale wydziela się ona tylko u młodych owocników i nie dłużej niż kilka godzin po zerwaniu owocnika. Często identyfikacja gatunku możliwa jest tylko badaniami mikroskopowymi: ważne cechy grzybówki wczesnej to cheiolocystydy z wydłużonymi szyjami i wydłużone zarodniki. Grzybówka trawiasta (Mycena aeites) ma zarodniki krótsze i szersze i występuje na łąkach i pastwiskach. Grzybówka chlorowonna (Mycena leptocephala) ma inaczej wykształcone cheilocystydy i strzępki warstwy korowej.

## Występowanie i siedlisko
Występuje w Ameryce Północnej i w Europie. W Polsce podano wiele stanowisk.
Grzyb saprotroficzny. Rośnie w lasach liściastych i mieszanych na resztkach drzewnych i na zbutwiałym drewnie porośniętych mchami, szczególnie takich drzew, jak dąb, jodła i buk. Owocniki wytwarza od maja do sierpnia.